# Alcides Vicente Silveira Montero
Alcides Vicente Silveira Montero (Montevideo, 18 de juny de 1938 - Montevideo, 16 de gener de 2011) fou un futbolista uruguaià de la dècada de 1960.

## Trajectòria
Començà a jugar al futbol al club Sud América, passant a continuació per l'Independiente de Avellaneda argentí. La temporada 1962-63 fitxà pel FC Barcelona, però no reeixí i retornà novament a Sud-amèrica. Destacà durant cinc temporades a Boca Juniors i acabà la seva carrera al Club Nacional de Football.
Fou internacional amb la selecció de l'Uruguai l'any 1959.

## Palmarès
Uruguai
- Copa America: 1959

CA Independiente
- primera divisió: 1960

Boca Juniors
- primera divisió: 1964, 1965